# 미국 예술 과학 아카데미

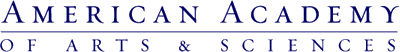

미국 예술-과학 아카데미(American Academy of Arts and Sciences, AAAS)는 1780년에 학예를 장려하기 위해 설립된 기관. 매사추세츠주 케임브리지에 본부가 있다.
존 애덤스, 제임스 보더윈(James Bowdoin), 존 핸콕(John Hancock)에 의해 독립 전쟁 중에 창설된다. 벤저민 프랭클린, 조지 워싱턴, 토머스 제퍼슨, 알렉산더 해밀턴 등도 회원이었다.

## 같이 보기
- 미국 예술-문학 아카데미